# Canoagem nos Jogos Pan-Americanos de 2015 - K-1 slalom masculino
A competição do K-1 slalom masculino foi um dos eventos da canoagem nos Jogos Pan-Americanos de 2015. Foi disputada na Minden Wild Water Preserve, em Minden, nos dias 18 e 19 de julho.

## Calendário
Horário local (UTC-4).
| Data        | Horário | Fase      |
| ----------- | ------- | --------- |
| 18 de julho | 11:11   | Baterias  |
| 19 de julho | 11:09   | Semifinal |
| 19 de julho | 13:49   | Final     |

## Medalhistas
| Ouro   | USA Michal Smolen  |
| Prata  | BRA Pepe Gonçalves |
| Bronze | CAN Ben Hayward    |

## Resultados

### Baterias
| Colocação | Canoísta               | Nacionalidade      | Bateria 1 | Bateria 1 | Bateria 1 | Bateria 2 | Bateria 2 | Bateria 2 | Melhor tempo | Notas |
| Colocação | Canoísta               | Nacionalidade      | Tempo     | Pen.      | Total     | Tempo     | Pen.      | Total     | Melhor tempo | Notas |
| --------- | ---------------------- | ------------------ | --------- | --------- | --------- | --------- | --------- | --------- | ------------ | ----- |
| 1         | Pepe Gonçalves         | BRA Brasil         | 83.15     | 0         | 83.15     | 83.83     | 52        | 135.83    | 83.15        | Q     |
| 2         | Ben Hayward            | CAN Canadá         | 86.14     | 2         | 88.14     | 84.85     | 2         | 86.85     | 86.85        | Q     |
| 3         | Michal Smolen          | USA Estados Unidos | 84.91     | 100       | 184.91    | 92.54     | 4         | 96.54     | 96.54        | Q     |
| 4         | Alexis Perez           | VEN Venezuela      | 95.40     | 4         | 99.40     | 96.75     | 0         | 96.75     | 96.75        | Q     |
| 5         | Geronimo Cortez        | ARG Argentina      | 95.26     | 6         | 101.26    | 88.79     | 10        | 98.79     | 98.79        | Q     |
| 6         | Arnaldo Cespedes Perez | CRC Costa Rica     | 106.17    | 60        | 166.17    | 101.14    | 0         | 101.14    | 101.14       | Q     |
| 7         | Breiner Matiz          | COL Colômbia       | 119.95    | 6         | 125.95    | 108.31    | 0         | 108.31    | 108.31       | Q     |
| 8         | Andres Sierra          | MEX México         | 109.24    | 4         | 113.24    | 112.64    | 0         | 112.64    | 112.64       |       |
| 9         | Andraz Echeverria      | CHI Chile          | 128.83    | 4         | 132.83    | 119.01    | 2         | 121.01    | 121.01       |       |

### Semifinal
| Colocação | Canoísta               | Nacionalidade      | Tempo  | Pen. | Total  | Notas |
| --------- | ---------------------- | ------------------ | ------ | ---- | ------ | ----- |
| 1         | Ben Hayward            | CAN Canadá         | 86.83  | 0    | 86.83  | Q     |
| 2         | Pepe Gonçalves         | BRA Brasil         | 88.67  | 0    | 88.67  | Q     |
| 3         | Michal Smolen          | USA Estados Unidos | 89.49  | 0    | 89.49  | Q     |
| 4         | Geronimo Cortez        | ARG Argentina      | 95.77  | 2    | 97.77  | Q     |
| 5         | Alexis Perez           | VEN Venezuela      | 98.41  | 4    | 102.41 | Q     |
| 6         | Arnaldo Cespedes Perez | CRC Costa Rica     | 110.42 | 6    | 116.42 | Q     |
| 7         | Breiner Matiz          | COL Colômbia       | 114.04 | 6    | 120.04 |       |

### Final
| Colocação         | Canoísta               | Nacionalidade      | Tempo  | Pen. | Total  | Notas |
| ----------------- | ---------------------- | ------------------ | ------ | ---- | ------ | ----- |
| Medalha de ouro   | Michal Smolen          | USA Estados Unidos | 87.14  | 0    | 87.14  |       |
| Medalha de prata  | Pepe Gonçalves         | BRA Brasil         | 87.02  | 2    | 89.02  |       |
| Medalha de bronze | Ben Hayward            | CAN Canadá         | 88.76  | 4    | 92.76  |       |
| 4                 | Alexis Perez           | VEN Venezuela      | 96.38  | 2    | 98.38  |       |
| 5                 | Arnaldo Cespedes Perez | CRC Costa Rica     | 104.98 | 2    | 106.98 |       |
| 6                 | Geronimo Cortez        | ARG Argentina      | 102.66 | 6    | 108.66 |       |